# Konstanty Kalinowski (historyk sztuki)
Konstanty Kalinowski (ur. 26 marca 1935 w Wilnie, zm. 27 grudnia 2002 w Poznaniu) – historyk sztuki, profesor UAM, doradca prezydenta RP Aleksandra Kwaśniewskiego do spraw rewindykacji utraconych dzieł sztuki. W latach 1990–2000 dyrektor Muzeum Narodowego w Poznaniu

## Życiorys
Urodzony w Wilnie, studia z historii sztuki odbył w latach 1953–1957 na Wydziale Filozoficzno-Historycznym Uniwersytetu im. Adama Mickiewicza w Poznaniu, równocześnie uzyskując dyplom w klasie gry na fortepianie Państwowej Szkoły Muzycznej w Poznaniu.
W latach 1957–1961 był asystentem w Dziale Malarstwa Obcego w Muzeum Narodowym w Poznaniu, od 1961 pracownikiem naukowym tamtejszego Uniwersytetu. W latach 1966–1967 ukończył studia uzupełniające w Instytucie Historii Sztuki Uniwersytetu Wiedeńskiego. Habilitował się w 1971, od 1973 był dyrektorem Instytutu Historii Sztuki UAM, a od 1981 profesorem nadzwyczajnym.
Był przewodniczącym Polskiego Komitetu Narodowego Międzynarodowej Rady Muzeów (ICOM) w latach 1999–2002. Do 2000 był dyrektorem Muzeum Narodowego w Poznaniu, odwołany 1 września 2000 roku w dość kontrowersyjnych okolicznościach.
Od 2001 kierował Zakładem Historii Sztuki Uniwersytetu Gdańskiego, gdzie opracował m.in. nowy program studiów oraz organizował Studium Ochrony i Zarządzania Dziedzictwem Kulturowym. Poza tym był członkiem rady naukowej Muzeum Marynarki Wojennej w Gdyni oraz Muzeum Historycznego Miasta Gdańska. Pracował również jako jedyny Polak w Radzie Naukowej Germanisches Nationalmuseum w Norymberdze. Znany był z deklarowania konieczności powrotu dzieł sztuki do miejsc ich powstania.
Pochowany został na Cmentarzu Junikowskim w Poznaniu 4 stycznia 2003.

## Ważniejsze prace
Autor licznych prac z dziedziny historii sztuki XVII i XVIII wieku, m.in.:
- książki:
  - Lubiąż (1970),
  - Gloryfikacja panującego i dynastii w sztuce Śląska w XVII i XVIII wieku (1973),
  - Architektura barokowa na Śląsku w 2 połowie XVII wieku (1974),
  - Architektura doby baroku na Śląsku (1977),
  - Rzeźba barokowa na Śląsku (1986),
- redaktor naukowy czasopisma „Artium Quaestiones”
- współautor publikacji:
  - Barockskulptur in Mittel- und Osteuropa (1981),
  - Studien zur europäischen Barock- und Rokokoskulptur (1985),
  - Studien zur Werkstattpraxis der Barockskulptur im 17. und 18. Jahrhundert (1992),
  - Studien zur barocken Gartenskulptur (1999)

## Ciekawostki
- Sala nr 116 w Zakładzie Historii Sztuki na Wydziale Filologiczno-Historycznym Uniwersytetu Gdańskiego przy ul. Bielańskiej 5 w Gdańsku nosi jego imię.
- W 1999 nie zgodził się na prezentację w foyer Muzeum Narodowego instalacji I dom, i muzeum autorstwa Zofii Kulik, na którą składała się między innymi grupa komputerowo przetworzonych fotografii pt. Skarby z Ermitażu (1997–1999) – co spowodowało protesty artystki i kuratora wystawy.